# IronFX
 IronFX Global nebo také IronFX či Notesco Financial Services, je obchodník s cennými papíry. Společnost byla založena ve městě Limasol na Kypru v roce 2010 evropským podnikatelem Markem A. Kashiourisem, který byl v roce 2013 zvolen jedním z nejlepších CEO v Evropě.
Mezi lety 2010–2013, IronFX získala několik ocenění, mezi nimi cenu Sina Corp Forex. Získala také cenu pro nejlepšího STP/ECN obchodníka 2013 od časopisu World Finance.. IronFX je také oficiálním partnerem FC Barcelona.

## Historie
Markos A. Kashiouris a Peter G. Economides založili společnost na základech dřívější IronFX Financial Services Limited, přejmenované na IronFX Limited, v roce 2010 na Kypru. Poté byla společnost autorizována CySEC a získala licenci k činnosti. Díky tomu, IronFX podléhá evropské regulaci MiFID a je tak oprávněna zprostředkovávat investiční služby v Evropské unii. Následující milníky znázorňují vývoj společnosti v posledních 3 letech:
V říjnu 2013, společnost spustila svou druhou největší FX soutěž nazvanou „Trading Legends“ s luxusním automobilem jako hlavní cenou nebo STP účtem se 150 000 USD (3 miliony CZK).
V červnu 2013, jako součást globální expanze IronFX, byla založena dceřiná společnost IronFX Global UK Limited, 100% vlastněná IronFX Global, a získala licenci od FCA (Financial Conduct Authority) ve Velké Británii. Následující měsíc byla IronFX registrována jako zprostředkovatel finančních služeb na Novém Zélandu. Od roku 2012 je IronFX Global (Australia) Pty Limited registrována k obchodní činnosti u ASIC.
V roce 2011, IronFX spustila řadu tradingových soutěží. Rok poté, uspořádala historicky největší forex soutěž s hlavními cenami hotovostí 150,000 USD (3 miliony CZK) nebo luxusním automobilem.
Dne 6. srpna 2015 kyperská Komise pro cenné papíry zveřejnila, že probíhá vyšetřování tohoto obchodníka s cennými papíry a vyzvala klienty, aby své případné stížnosti směřovali na kyperského finančního ombudsmana.
V červnu 2016 IronFX Global oznámil řadu budoucích transakcí, které vyvrcholí fúzí mezi IronFX a FXDD Inc. V souvislosti s touto fúzí uskuteční obě společnosti transakce, které povedou k převzetí veřejně obchodované společnosti Nukkleus Inc. Formální oznámení o této transakci vydala Komise pro cenné papíry (SEC).

## Struktura

### Služby
Služby IronFX zahrnují CFD kontrakty na forexu, akciích, futures a drahých kovech. Zprostředkovává soukromé i institucionální forex obchodování pod dohledem regulátorů z celého světa.

### Licence
IronFX a její dceřiné společnosti mají licence k zprostředkovávání obchodů s cennými papíry a jsou členy těchto organizací:
- IronFX Global (Australia) Pty Limited je držitelem licence ASIC Australské komise pro cenné papíry (AFSL č. 417482)[10]
- IronFX Global UK Limited je držitelem licence Úřadu pro finanční etiku (FCA č. 585561)[16]
- IronFX Global Limited je licencována CySEC (Licence č. 125/10)[17]
- IronFX Global (Jižní Afrika) (Pty) Ltd je autorizovaný Financial Services Board (FSP no 45276)[18]

### Obchodní platforma
K zadávání obchodních pokynů a ke správě obchodování společnost využívá obchodní platformy MT4.

### Ocenění
Od roku 2011, IronFX a pod ní sdružené firmy získali řadu ocenění a uznání. Mimo tato ocenění, IronFX také uspořádala největší soutěž obchodování na forexu v historii. Mezi ty nejzajímavější patří:
- Markos A. Kashiouris, CEO, byl zvolen jedním z nejlepších CEO v Evropě.[2]
- Poskytovatel nejlepší fundamentální a technické analýzy 2013 – časopisu International Finance Magazine.[3]
- Exchange & Brokers Awards 2013 – Nejlepší zákaznický servis v Evropě & Nejlepší CFD obchodník v Asii za rok 2013 od časopisu World Finance.[3][22]
- Nejlepší STP/ECN obchodník roku 2013 časopisu World Finance Foreign Exchange.[3][23]
- “Nejlepší FX obchodník 2013” cenu předávanou na MENA 11. FX konferenci konané 29. dubna 2013 v Dubai.
- Nejlepší obchodní mobilní platformy 2014
- Best forex research reports 2014
- Nejlepší poskytoval služeb v oblasti forexu 2014
- Společnost s nejlepším zákaznickým servisem 2014
- Nejdůvěryhodnější forexový broker 2014

### Sponzorství
IronFX, stejně jako ostatní FX společnosti v oboru, sponzoroval a sponzoruje řadu významných sportovních týmů a organizuje význačné akce:
- IronFX je oficiálním partnerem FC Barcelona pro celý svět (kromě Španělska).[24]
- V červnu 2017 se společnost stala oficiálním partnerem 2017 ORC World Sailing Championship.[25]

## Konkurence
Seznam konkurentů IronFX v Evropě a na mezinárodní scéně zahrnuje tyto významné společnosti:
- FXCM
- Saxo Bank
- Oanda Corporation
- Pepperstone
- FxPro
- FXOpen